# Mary Bayma-Riva
Mary Bayma-Riva (ou Maria Bayma-Riva) est une actrice italienne du cinéma muet.

## Filmographie
- 1913 : Sonnambulismo
- 1913 : Floretta e Patapon
- 1913 : Anima perversa
- 1913 : Acquazzone in montagna
- 1913 : Jack
- 1914 : Le avventure del Barone di Münchausen
- 1914 : Rose fatali
- 1915 : La principessa Nadina
- 1915 : Il Codicillo
- 1915 : Una Notte al confine
- 1916 : Addio Amore !
- 1917 : Il fiacre n. 13
- 1917 : Astrid
- 1917 : Mauvais sentier
- 1917 : Castigo
- 1917 : Il ventre di Parigi
- 1918 : Il pastor fido
- 1918 : Le Mariage de Chiffon
- 1918 : Il rifugio
- 1919 : Ti voglio... bene!
- 1919 : La mano tagliata
- 1919 : Santa Cecilia
- 1921 : La storia di una cigaretta
- 1922 : Francesca da Rimini